# Chiropodomys karlkoopmani
Il topo arboricolo dalla coda a pennello di Koopman (Chiropodomys karlkoopmani  Musser, 1979) è un roditore della famiglia dei Muridi, endemico delle Isole Mentawai.

## Descrizione
Roditore di piccole dimensioni, con la lunghezza della testa e del corpo tra 84 e 107 mm, la lunghezza della coda tra 123 e 171 mm, la lunghezza del piede tra 24 e 29 mm e la lunghezza delle orecchie di 17 mm.

La pelliccia è corta, densa e soffice. Le parti superiori sono bruno-grigiastro, i fianchi, il capo e la schiena sono più scuri. Sono presenti degli anelli più scuri intorno agli occhi. Anche la punta del muso è scura. Le vibrisse sono abbondanti e lunghe, le orecchie sono piccole, marrone scuro e scarsamente ricoperte di peli. Le parti ventrali sono grigio chiaro. La gola ed il mento sono bianchi. Le zampe sono grandi e robuste, densamente ricoperte di peli marrone scuro sul dorso. La coda è più lunga della testa e del corpo, ricoperta di peli, gradualmente più lunghi dalla base fino all'estremità. Il colore è marrone scuro nel primo terzo basale, bianca nei restanti due-terzi.

## Biologia

### Comportamento
È una specie arboricola.

## Distribuzione e habitat
Questa specie è diffusa nelle Isole Mentawai: Pagai del nord, Pagai del sud e Siberut.
Vive nelle foreste primarie tropicali di pianura.

## Conservazione
La IUCN Red List, considerato l'areale ristretto e il declino del proprio habitat, classifica M.karlkoopmani come specie in pericolo (EN).